# متئو ماخدالانی
متئو ماخدالانی (انگلیسی: Mateo Majdalani؛ زادهٔ ۱۵ ژوئیهٔ ۱۹۹۴) قایقران قایق بادبانی اهل آرژانتین است.